# لويز دوبريه
لويز دوبريه (بالإنجليزية: Louise Dupré)‏ (9 يوليو 1949، شيربروك في كندا)؛ مؤلِّفة، كاتِبة مسرحية، شاعرة، صحفية وروائية كندية.